# うえのきみこ
うえの きみこ（1975年〈昭和50年〉1月8日 - ）は、日本の脚本家。神奈川県出身。

## 来歴
日本映画学校を卒業後、2008年にテレビドラマ、『RHプラス』で初脚本。その後はアニメをメインに『クレヨンしんちゃん』や『黒魔女さんが通る!!』などさまざまな作品に参加。
また非常に執筆速度が速く、1クールに何本ものアニメの脚本を兼任していることが多い。浦沢義雄と共同で脚本を執筆した、『クレヨンしんちゃん バカうまっ!B級グルメサバイバル!!』では主にキャラクター監修や脚本の修正などを担当した。2015年公開の『クレヨンしんちゃん オラの引越し物語 サボテン大襲撃』では初の映画単独脚本を経験。
アニメ監督の渡辺信一郎からはボンクラ主人公を書かせたら世界一の「ボンクラ脚本家」と評されている。

## 参加作品

### テレビアニメ
2009年
- ご姉弟物語（脚本）
- スティッチ! 〜いたずらエイリアンの大冒険〜（2009年 - 2010年、脚本）

2010年
- クレヨンしんちゃん（2010年 - 2022年、2025年、脚本）
- スティッチ! 〜ずっと最高のトモダチ〜（脚本）

2011年
- Zoobles!（脚本）
- はなかっぱ（2011年 - 、脚本）

2012年
- ズモモとヌペペ（2012年 - 2013年、脚本）
- 黒魔女さんが通る!!（2012年 - 2014年、シリーズ構成・脚本）
- インド版 忍者ハットリくん（2012年 - 2013年・2016年、脚本）

2014年
- スペース☆ダンディ（脚本）
- くつだる。（2014年 - 2016年、脚本）
- ふうせんいぬティニー（2014年 - 2016年、脚本）
- 怪盗ジョーカー（2014年 - 2016年、脚本）

2015年
- 新あたしンち（2015年 - 2016年、脚本）

2016年
- 宇宙パトロールルル子（脚本）
- パズドラクロス（脚本）

2017年
- リトルウィッチアカデミア（脚本）
- 王室教師ハイネ（シリーズ構成・脚本）
- ピングー in ザ・シティ（脚本）

2018年
- 少年アシベ GO! GO! ゴマちゃん（2018年 - 2019年、脚本）

2019年
- キャロル&チューズデイ（脚本）

2020年
- うちタマ?! 〜うちのタマ知りませんか?〜（シリーズ構成・脚本）
- BNA ビー・エヌ・エー（脚本）
- 遊☆戯☆王SEVENS（脚本）

2021年
- もっと!まじめにふまじめ かいけつゾロリ（脚本）

2022年
- ちみも（シリーズ構成・脚本）
- 永久少年 Eternal Boys（シリーズ構成・脚本）
- 遊☆戯☆王ゴーラッシュ!!（脚本）

2024年
- ダンジョン飯（シリーズ構成・脚本）
- メタリックルージュ（脚本）
- アストロノオト（シリーズ構成・脚本）
- ポケットモンスター（脚本）
- らんま1/2（2024年版）（シリーズ構成・脚本）

2025年
- 全修。（原作・シリーズ構成・脚本）
- SANDA（シリーズ構成・脚本）
- New PANTY & STOCKING with GARTERBELT（シナリオ・ストーリー原案）

### 劇場アニメ
2013年
- クレヨンしんちゃん バカうまっ!B級グルメサバイバル!!（脚本）※浦沢義雄との共同執筆

2015年
- クレヨンしんちゃん オラの引越し物語 サボテン大襲撃（脚本）

2018年
- クレヨンしんちゃん 爆盛!カンフーボーイズ〜拉麺大乱〜（脚本）
- ゴーちゃん。〜モコと氷の上の約束〜（脚本）

2019年
- 劇場版 王室教師ハイネ（シリーズ構成）
- クレヨンしんちゃん 新婚旅行ハリケーン 〜失われたひろし〜（脚本）※水野宗徳との共同執筆

2021年
- クレヨンしんちゃん 謎メキ!花の天カス学園（脚本）
- さよなら、ティラノ（脚本）※佐藤大、福島直浩との共同執筆

2022年
- クレヨンしんちゃん もののけニンジャ珍風伝（脚本）※橋本昌和との共同執筆

2025年
- クレヨンしんちゃん 超華麗!灼熱のカスカベダンサーズ（脚本）

### Webアニメ
2011年
- キメゾーの決まり文句じゃキマらねぇ。Featuring サブ男（脚本）

2016年
- クレヨンしんちゃん外伝 エイリアン vs. しんのすけ（シリーズ構成・脚本）
- クレヨンしんちゃん外伝 おもちゃウォーズ（シリーズ構成・脚本）

2017年
- クレヨンしんちゃん外伝 家族連れ狼（シリーズ構成・脚本・挿入歌作詞）

2019年
- SUPER SHIRO（脚本）

2021年
- エデン（脚本）

### テレビドラマ
2008年
- RHプラス（脚本）

### 映画
2011年
- 天国からのエール（脚本）※尾崎将也との共同執筆

### その他
2016年
- おそ松さん（ショートフィルム、脚本）

2017年
- ユーリ!!! on ICE（朗読劇脚本）